# Kanadyjskie Siły Zbrojne

Flaga Kanadyjskich Sił Zbrojnych

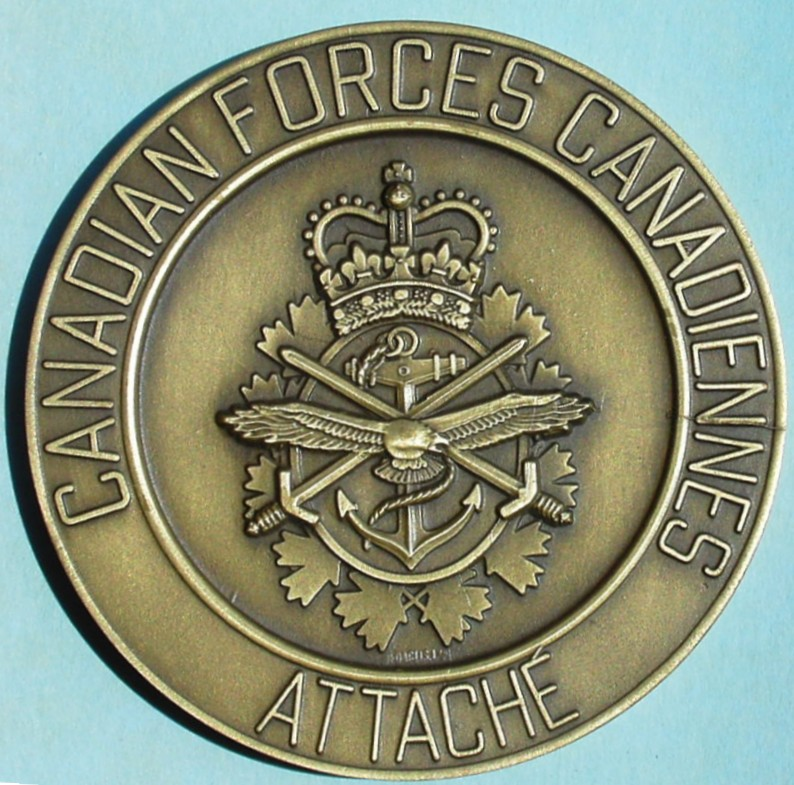
Medal pamiątkowy

Kanadyjskie Siły Zbrojne (ang. Canadian Forces, fr. Forces canadiennes) – siły i środki wydzielone przez Kanadę do zabezpieczenia jej interesów i prowadzenia walki.  Według rankingu Global Firepower (2016) Kanadyjskie Siły Zbrojne stanowią 27. siłę militarną na świecie, z rocznym budżetem na cele obronne w wysokości 18 mld dolarów (USD). 
W latach 1968–2011 Armię Kanadyjską zebrano w jedną całość, jako Canadian Forces, a tradycyjne rodzaje sił zbrojnych zastąpiono tzw. dowództwami: Sił Lądowych, Morskim i Powietrzne. 
Obecnie powróciły do dawnego nazewnictwa i składają się z:
- Kanadyjskie Wojska Lądowe (ang. Canadian Army, dawniej Land Forces Command)
- Kanadyjska Królewska Marynarka Wojenna (ang. Royal Canadian Navy, dawniej Maritime Command)
- Kanadyjskie Królewskie Siły Powietrzne (ang. Royal Canadian Air Force, dawniej Air Command)
- Dowództwo Kanadyjskie (ang. Canada Command) - odpowiedzialne za operacje na terytorium Kanady
- Dowództwo Kanadyjskich Sił Ekspedycyjnych (ang. Canadian Expeditionary Force Command) - odpowiedzialne za operacje poza terytorium Kanady
- Dowództwo Kanadyjskich Sił Specjalnych (ang. Canadian Special Operations Forces Command) - odpowiedzialne za operacje specjalne

Dowództwo sił kanadyjskich znajduje się w Ottawie. Formalnym najwyższym dowódcą jest nadal monarcha brytyjski (obecnie król Karol III), ale w 1904 roku ustalono, że zadania monarchy na tym polu będzie sprawować Gubernator generalny Kanady (obecnie jest nim Mary Simon). Faktycznie dowódcą sił kanadyjskich jest premier (obecnie Justin Trudeau), a najwyższym dowódcą wojskowym jest Szef Sztabu Obronnego (ang. Chief of the Defence Staff - obecnie generał Jonathan Vance). 
Siły kanadyjskie mają obecnie 64 057 żołnierzy w służbie czynnej (2005 r., według Canadianally.com). Składa się na nich:
- Wojska Lądowe - 20 803 żołnierzy
- Marynarka Wojenna - 9 955
- Siły Powietrzne - 13 645
- Siły połączone - 18 310
- Rezerwiści w pełno-czasowej służbie - 1 344.

Wojska kanadyjskie są w pełni zawodowe. Istnieje Rezerwa, ale służba w niej jest ochotnicza. Istnieją 3 rodzaje rezerwy:
- Primary Reserve - ochotnicy (w liczbie 23 032) zorganizowani w 228 jednostek, mających wspierać działania sił regularnych.
- Supplementary Reserve - ochotnicy (33 208 osób), którzy mogą być wykorzystani do sformowania nowych jednostek lub uzupełnienia stanów jednostek regularnych i rezerwowych (na wypadek wojny)
- Canadian Rangers - ochotnicy (4 448 osób), zajmujący się patrolowaniem obszarów arktycznych Kanady. Są uzbrojeni w powtarzalne karabiny Lee Enfield No. 4 z II wojny światowej, gdyż inne nie są w stanie działać w skrajnych warunkach polarnych.

## Dowództwo Wojsk Lądowych
Dowództwo Wojsk Lądowych jest organem dowodzenia na które składają się cztery dowództwa regionalne:
- Land Force Atlantic Area (obszar wschodni) z HQ w Halifax
- Land Force Quebec Area (obszar Quebecu) z HQ w Montrealu
- Land Force Central Area (obszar środkowy) z HQ w Toronto
- Land Force Western Area (obszar zachodni) z HQ w Edmonton.

Za siły specjalne odpowiada Special Forces Command, za szkolenie Land Force Doctrine and Training System, a za służbę zdrowia - Canadian Forces Medical Service.

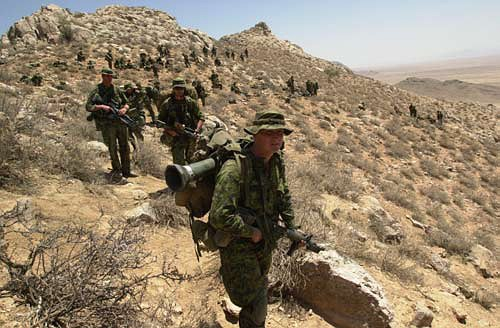
Żołnierze kanadyjscy w Afganistanie

Wojska Lądowe Kanady składają się z następujących jednostek:
- Land Force Atlantic Area
  - batalion zmechanizowany - 2nd Battalion, Royal Canadian Regiment
  - batalion przeciwlotniczy - 4th Air Defense Regiment
  - batalion inżynieryjny - 4th Engineer Support Regiment
  - kompania łączności - 724th Signal Squadron
  - grupa wsparcia - 3rd Area Support Group (2 kompanie logistyczne)
- Land Force Quebec Area
  - brygada zmechanizowana - 5e Brigade Mecanisee
    - kompania dowodzenia i łączności
    - batalion kawalerii pancernej - 12e Regiment Blinde
    - batalion zmechanizowany - 1er Battalion, Royal 22e Regiment
    - batalion zmechanizowany - 2e Battalion, Royal 22e Regiment
    - batalion lekkiej piechoty - 3e Battalion, Royal 22e Regiment
    - batalion artylerii - 5e Regiment d'Artillerie Legere
    - batalion inżynieryjny - 5e Regiment Genie
    - batalion logistyczny - 5e Battalion du Service
    - pluton żandarmerii - 5e Peleton Police Militaire

  - grupa wsparcia - 5th Area Support Group (batalion logistyczny)
- Land Force Central Area
  - brygada zmechanizowana - 2nd Canadian Mechanized Brigade
    - kompania dowodzenia i łączności
    - batalion kawalerii pancernej - Royal Canadian Dragoons
    - batalion zmechanizowany - 1st Battalion, Royal Canadian Regiment
    - batalion lekkiej piechoty - 3rd Battalion, Royal Canadian Regiment
    - batalion artylerii - 2nd Regiment, Royal Canadian Horse Artillery
    - batalion inżynieryjny - 2nd Combat Engineer Regiment
    - batalion logistyczny - 2nd Service Battalion
    - pluton żandarmerii - 2nd Military Police Platoon

  - grupa wsparcia - 2nd Area Support Group (batalion logistyczny i kompania łączności)
- Land Force Western Area
  - brygada zmechanizowana - 1s Canadian Mechanized Brigade
    - kompania dowodzenia i łączności
    - batalion kawalerii pancernej - Lord Strathcona's Horse (Royal Canadians)
    - batalion zmechanizowany - 1st Battalion, Princess Patricia's Light Infantry
    - batalion zmechanizowany - 2nd Battalion, Princess Patricia's Light Infantry
    - batalion lekkiej piechoty - 3rd Battalion, Princess Patricia's Light Infantry
    - batalion artylerii - 1st Regiment, Royal Canadian Horse Artillery
    - batalion saperów - 1st Combat Engineer Regiment
    - batalion logistyczny - 1st Service Battalion
    - pluton żandarmerii - 1st Military Police Platoon
    - pluton budowlany - Construction Platoon

  - grupa wsparcia - 1st Area Support Group (batalion logistyczny, 2 kompanie łączności i kompania żandarmerii)
- Special Forces Command
  - jednostka komandosów - Joint Task Force 2
  - batalion komandosów - Special Operations Regiment
  - batalion piechoty morskiej - Marine Commando Regiment
  - batalion śmigłowców - 427th Special Operation Aviation Squadron
  - kompania chemiczna - NBC Defense Company
- Land Force Doctrine and Training System
  - kompania walki radioelektronicznej - 2nd Electronic Warfare Squadron
  - jednostki i centra szkolneniowe (m.in. CLF Command & Staff College, Manoeuvre Training Centre, Peace Support Training Centre)
- Canadian Forces Medical Service (3 bataliony medyczne)

Rezerwa po mobilizacji może wystawić 10 brygad piechoty: w obszarze atlantyckim 36. i 37. Brygadę; w obszarze Quebecu 34. i 35. Brygadę; w obszarze centralnym 31., 32. i 33. Brygadę; w obszarze zachodnim 38., 39. i 41. Brygadę.